# يان دي كونينغ (سياسي)
يان دي كونينغ هو جغرافي واقتصادي وأستاذ جامعي ونقابي وسياسي هولندي، ولد في 31 أغسطس 1926 في Zwartsluis ‏ في هولندا، وتوفي في 9 أكتوبر 1994 في لايدن في هولندا بسبب سرطان. نشط حزبياً في حزب النداء الديمقراطي المسيحي.

## مناصب
- انتخب وزير الداخلية وشؤون المملكة ‏.
- انتخب وزير الدفاع  [لغات أخرى]‏.
- انتخب عضو مجلس الشيوخ في هولندا ‏.
- انتخب عضو مجلس نواب هولندا  [لغات أخرى]‏.
- انتخب عضو في البرلمان الأوروبي.